# Синхронізація фотоспалаху

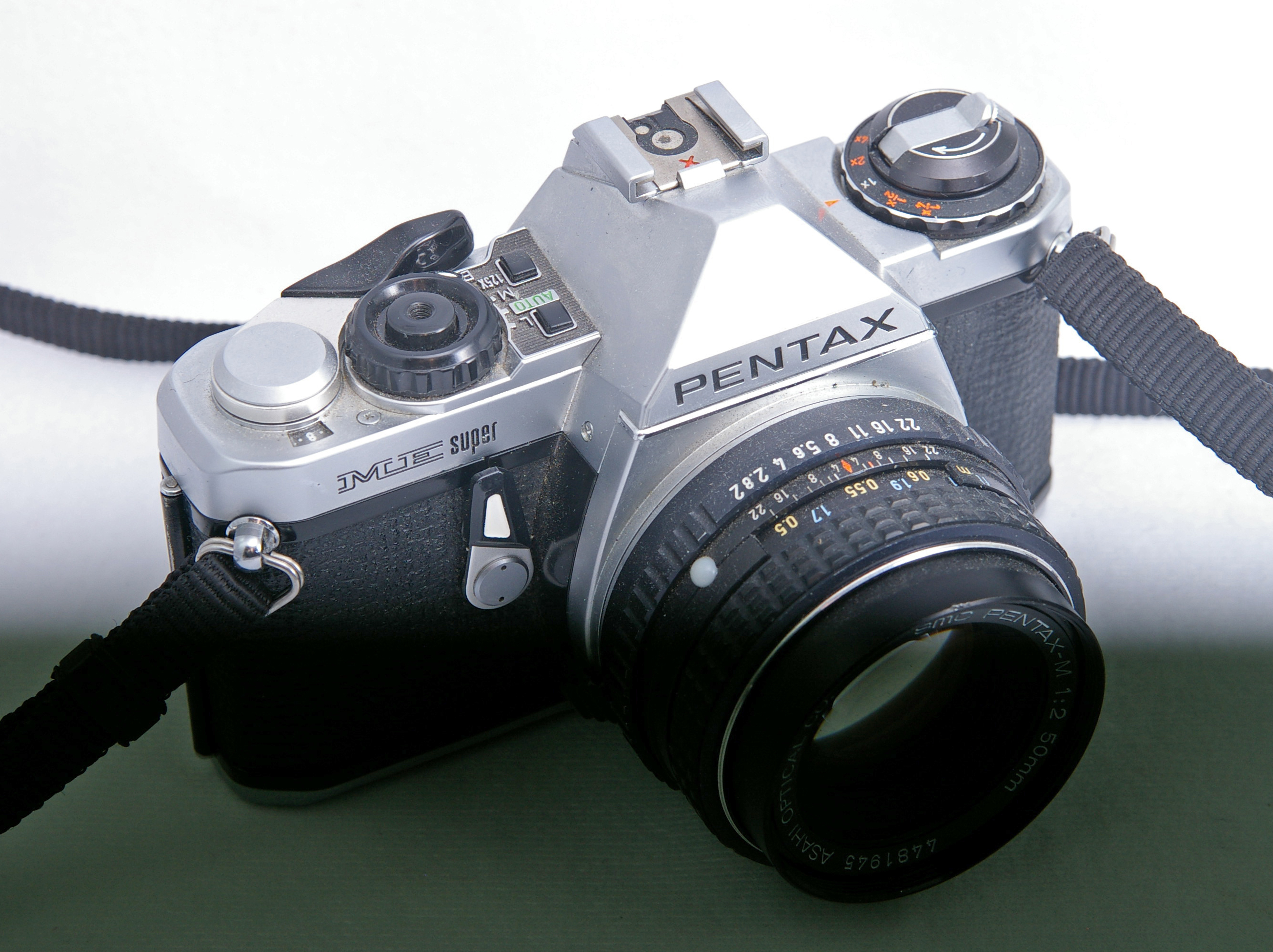
Неповне експонування кадру внаслідок неправильної синхронізації електронного спалаху. Нижня частина кадру експонована лише постійним освітленням

Синхронізація фотоспалаху — узгодження моментів спрацювання фотоспалаху та затвора камери, необхідне для повноцінного експонування фотоматеріалу або фотосенсора імпульсним освітленням. Може здійснюватися вручну на тривалій витримці або автоматично за допомогою синхроконтакту.
У фотокамерах із механічним або електромеханічним затвором роль синхроконтакту виконує електричний контакт, який замикають рухомі деталі. У цифрових фотокамерах за синхронізацію найчастіше відповідає центральний мікропроцесор. Електричне з'єднання затвора з фотоспалахом здійснюється синхрокабелем з коаксіальним PC-роз'ємом, через гарячий черевик або за допомогою синхронізатора, що використовує інфрачервоне випромінювання або радіозв'язок.

## Синхронізація «M», «F», «FP»
Синхроконтакт у фотокамерах з'явилися задовго до винаходу електронних фотоспалахів, і були розраховані на роботу з одноразовими фотоколбами, що спрацьовували із затримкою. Випускалися балони кількох категорій, залежно від часу світіння і затримки спрацьовування. Основними вважали категорії S (англ. Slow — повільний 0,02 с), M (англ. Medium — середній 0,015 с), MF (англ. Medium Fast — середній швидкий), F (англ. Fast — швидкий 0,005-0,01 с) і FP (англ. Flat-Peak, Focal Plane — «плоский пік», «фокальний» 0,03-0,05 с). Останній тип ламп із найдовшим імпульсом випускався спеціально для фотокамер із фокальним затвором і давав змогу знімати на будь-яких витримках. Тривалість вимірювалася між моментами, коли яскравість світіння становила половину пікового значення. Крім тривалості імпульсу різні типи фотоколб відрізнялися затримкою спрацьовування, вимірюваною в мілісекундах від замикання синхроконтакту до моменту досягнення половини пікового значення яскравості (час до «півпіку»). Так, для ламп типу S затримка становила 25-30 мс, M — 18-20 мс, F — 5 мс, а для балонів FP у випередженні не було потреби. У Німеччині випускався ще один проміжний тип X із тривалістю світіння 0,01 с і затримкою 10-18 мс.

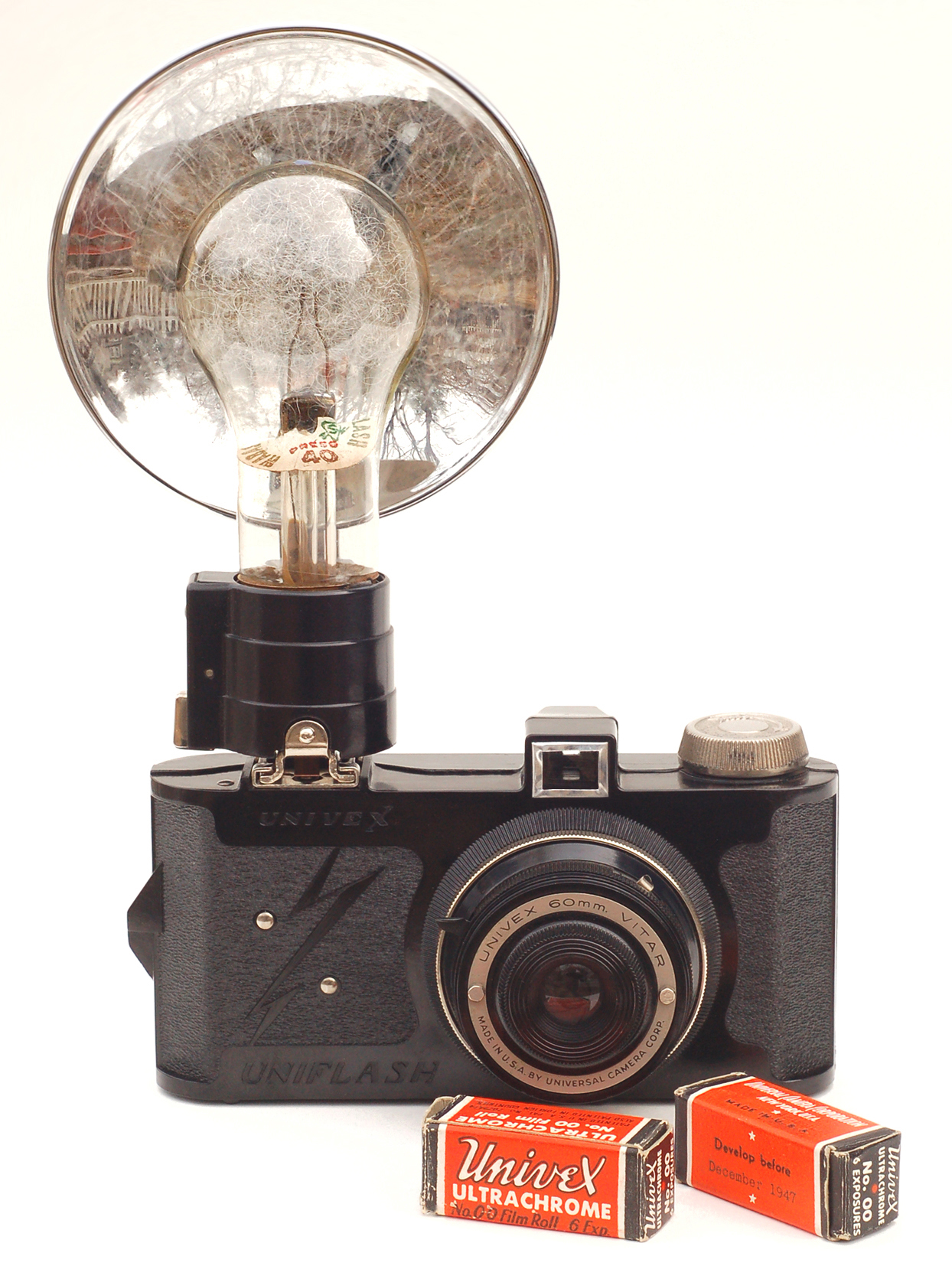
Фотокамера зі спалахом та одноразовим балоном
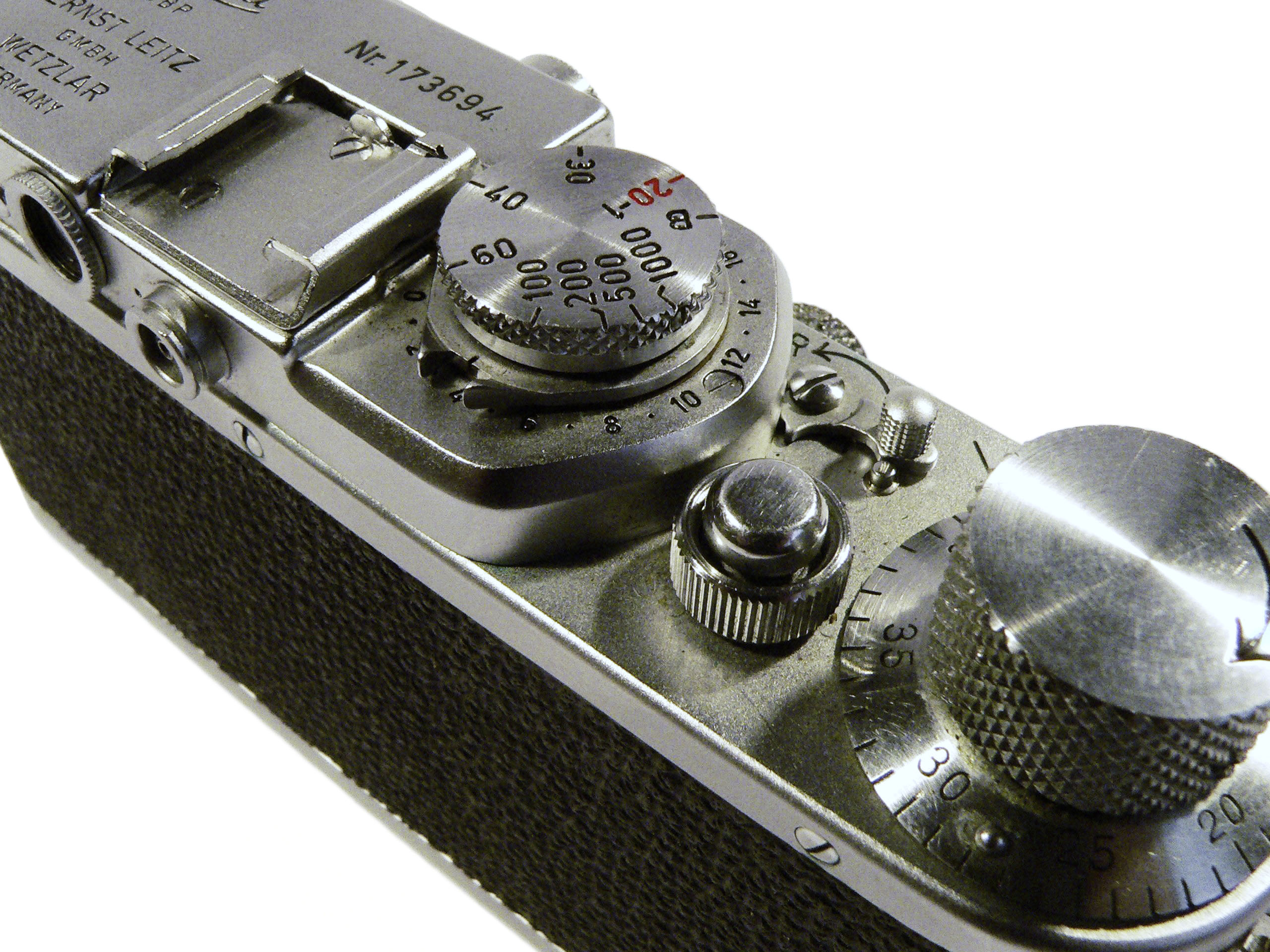
Шкала синхронізації фотокамери Leica III[ru]
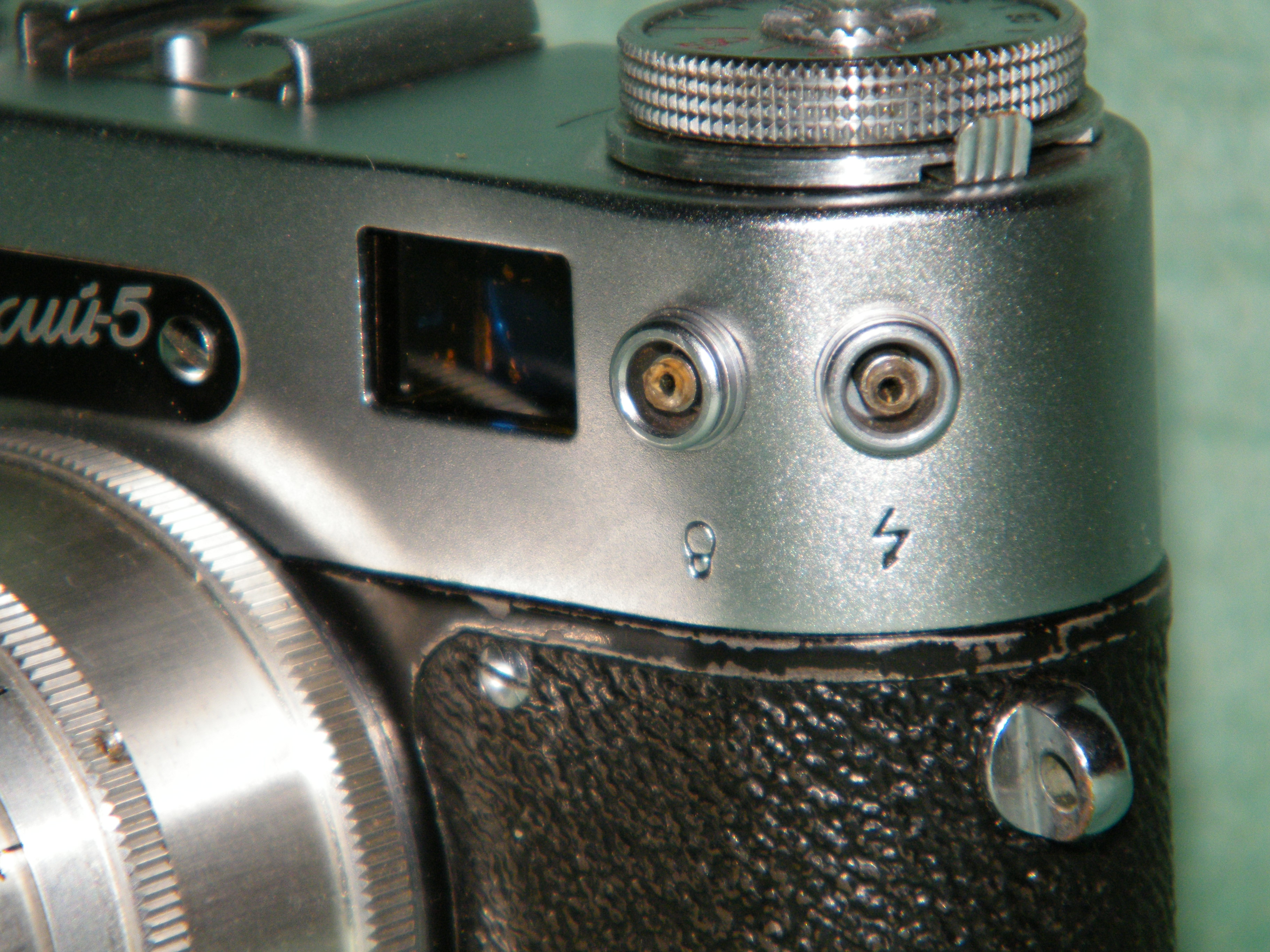
Синхроконтакти «M» та «X» на корпусі фотокамери «Зоркий-5[ru]»
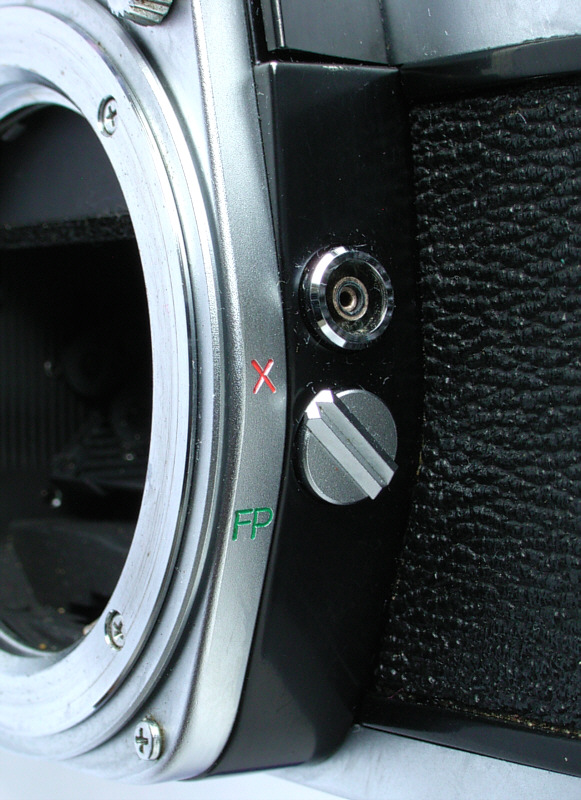
Синхроконтакт, що перемикається, фотокамери Minolta
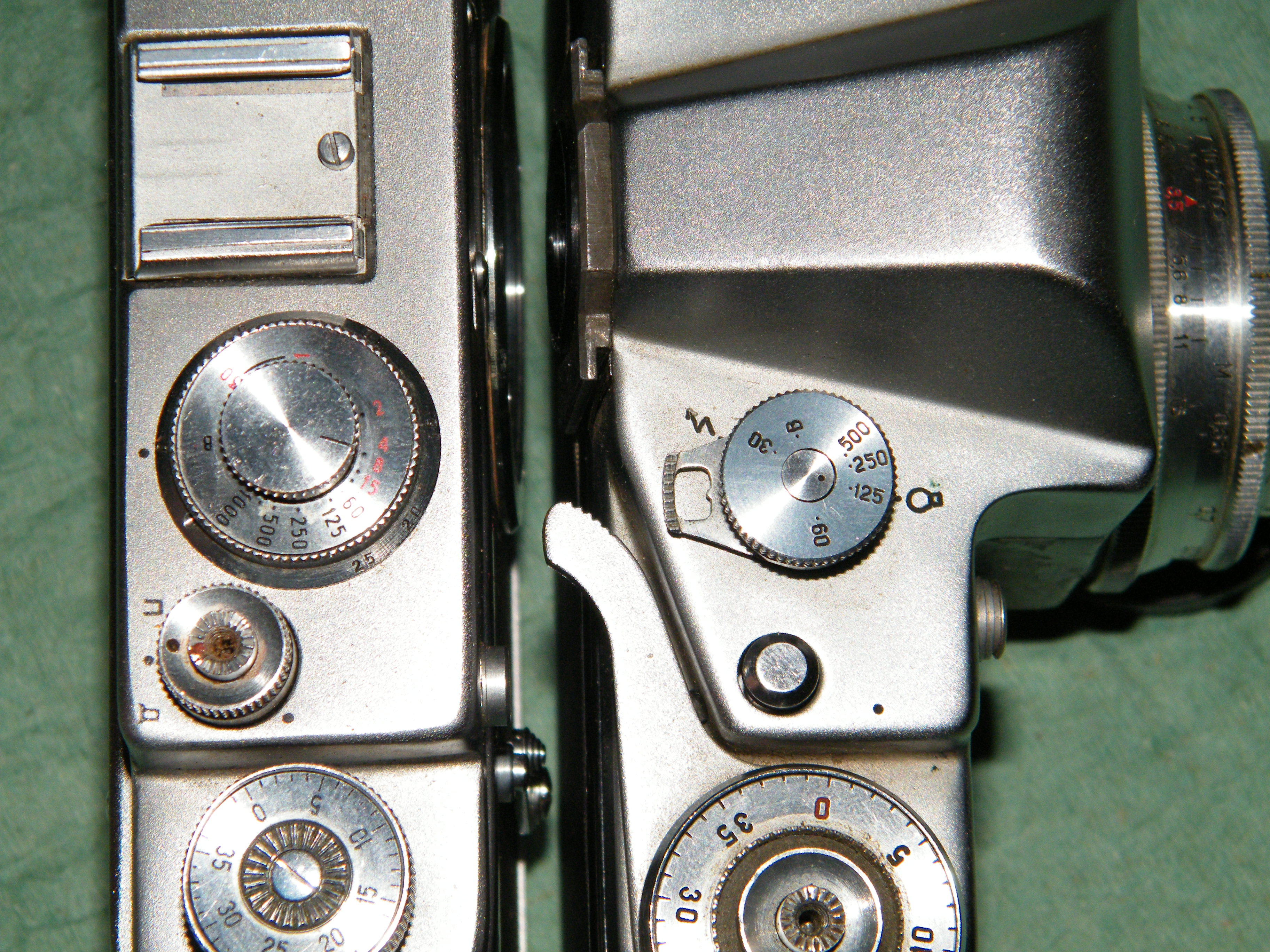
Регулятори синхронізації фотокамер «Зенит-3М» та «Зоркий-4[ru]»

Перші фотокамери, оснащені синхроконтактом, як правило мали додатковий регулятор випередження, розмічений у мілісекундах. Це був важіль або окремий диск, як правило розташований співвісно з диском витримок, забезпечений шкалою. Від правильного встановлення регулятора залежала ефективність використання світла спалаху: його тривалість допускала помилки синхронізації, але пікове значення яскравості могло бути упущене, спричиняючи неправильну експозицію. Найбільшою мірою це стосувалося центральних затворів, які використовували імпульс одноразових спалахів не повністю, особливо на коротких витримках. Згодом фотоколби стали поступатися місцем економнішим електронним фотоспалахам, і їх асортимент почав зменшуватися. Це привело до спрощення регулятора випередження: він втратив шкалу, замість якої стали наноситися кілька символів. Кількість позицій, зрештою, скоротилася до двох: «X» і «M». Деякі фотокамери замість регулятора оснащувалися двома синхроконтактами з фіксованим випередженням: один спрацьовував без затримки, а інший підтримував наймасовіші фотоколби серії «M», забезпечуючи випередження на 10-15 мілісекунд. У СРСР на шкалах коректорів зустрічалося позначення «MF». Іноді замість букв наносили символи блискавки і лампи, що відповідають електронному спалаху і одноразовим балонам.

## Синхронізація «X»

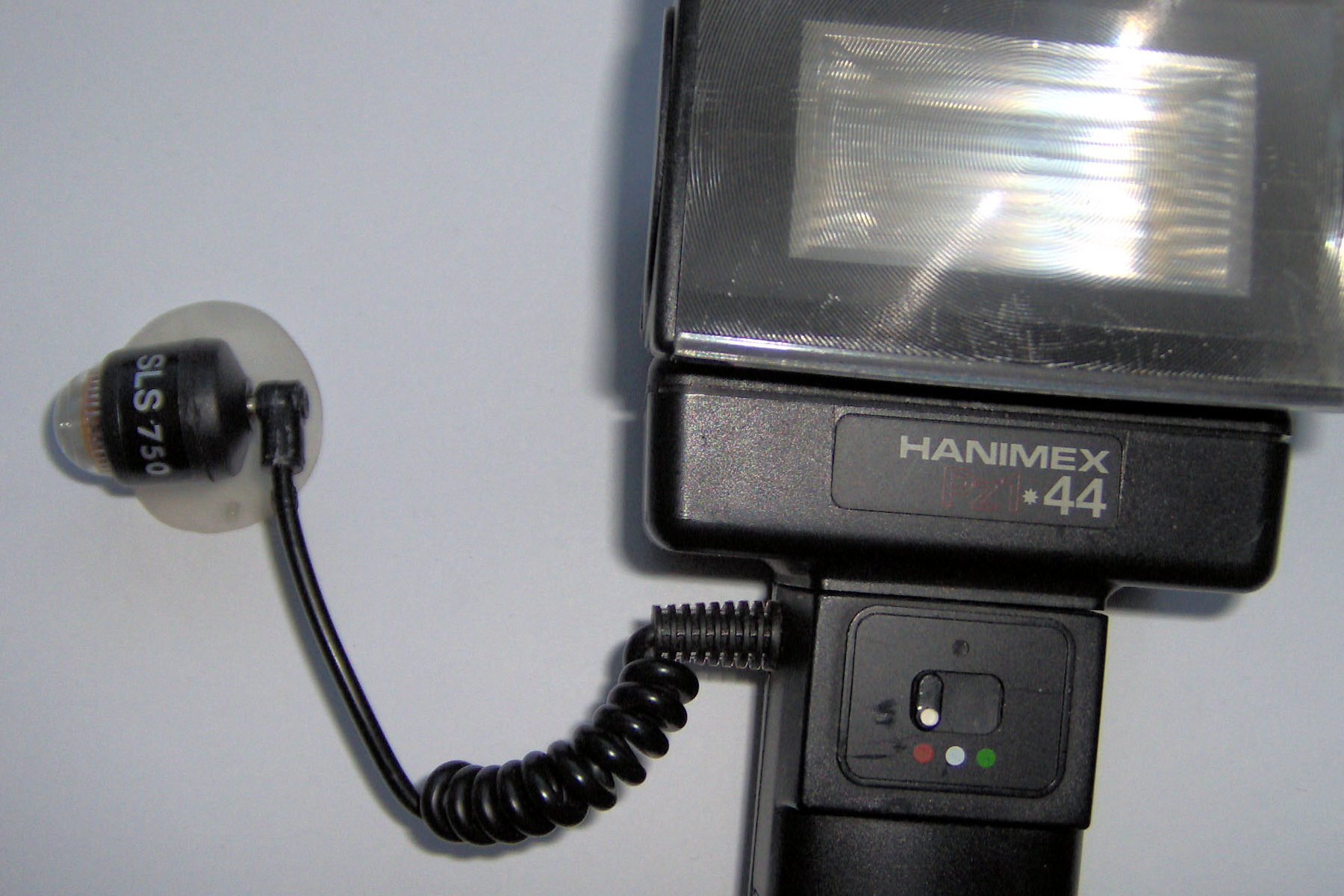
Електронний фотоспалах «Hanimex» із синхроконтактом

Ксенонова лампа електронного спалаху не вимагає жодного випередження, спрацьовуючи миттєво при замиканні синхроконтакту. Тому для роботи з електронними спалахами використовується положення регулятора випередження X (англ. Xenon). У такому режимі контакти замикаються точно в момент повного відкриття затвора, забезпечуючи експонування всієї площі фотоматеріалу. Електронні фотоспалахи найефективніші в поєднанні з центральним затвором, який вільний від проблем синхронізації і допускає знімання на будь-якій витримці, оскільки експонування кадру завжди відбувається одночасно по всій площі. Крім того, світловий імпульс електронного спалаху використовується повністю, на відміну від одноразового, втрати якого зростають на коротких витримках.
У разі фокального затвора використання електронних спалахів можливе лише в обмеженому діапазоні витримок, що відповідають повному відкриттю кадрового вікна. Оскільки витримка в шторно-щілинних затворах задається шириною щілини між шторками, її розмір у моент спрацювання спалаху повинен дорівнювати кадру або перевищувати його. В іншому випадку буде експоновано лише частину кадру, яка відповідає миттєвому положенню щілини. Важлива характеристика затвора — величина найменшої витримки, за якої він ще відкривається повністю, залежить від його конструкції. Ця витримка залежить від швидкості руху щілини в момент спрацювання затвора і від розмірів кадрового вікна. Її називають витримкою синхронізації і позначають символами «Х-sync» або «flash-sync».
Найменша витримка, на якій можлива синхронізація з електронним спалахом, обумовлює можливість використання за яскравого денного світла «заповнювального спалаху». Для шторно-щілинних затворів типу Leica з горизонтальним ходом матер'яних шторок типова витримка синхронізації становить 1/30 с. Удосконалення затворів та збільшення швидкостей шторок дозволили на середину 1950-х років скоротити цей параметр до 1/60 с. 1960 року в Японії розроблено затвор типу Copal Square з вертикальним ходом металевих ламелей уздовж короткої сторони малоформатного кадру. Його конструкція дозволила скоротити витримку синхронізації до 1/125 с. Для сучасних цифрових дзеркальних камер із ламельними затворами типові витримки синхронізації становлять 1/200—1/250 с. Професійні фотокамери можуть забезпечувати синхронізацію на витримках до 1/500 с (Canon EOS-1D, Nikon D1), що вважають граничним значенням для центральних затворів.

## Високошвидкісна синхронізація
Знімання на коротших витримках можливе в режимі високошвидкісної синхронізації HSS (англ. High Speed Synchronization), який підтримують деякі моделі фотоспалахів. При цьому замість одного імпульсу випромінюється серія менш потужних із частотою 20—30 кГц — «розтягнутий імпульс», який дозволяє отримати повністю експонований кадр на дуже коротких витримках аж до 1/4000—1/8000 с. Технологію розробила компанія Olympus і вперше використала в дзеркальних фотокамерах «OM-3 Ti» та «OM-4 Ti». Процес дуже схожий на роботу одноразових спалахів категорії «FP», тому його часто позначають тими самими символами. Недоліком методу є невисока ефективність використання енергії спалаху, частина якої не бере участі в експонуванні знімка, як і в разі одноразових балонів FP. Через розподіл енергії спалаху на тривалішому відрізку часу освітленість, яку він створює, пропорційно зменшується. За сильного діафрагмування в сонячну погоду енергії такого спалаху може не вистачати для підсвічування тіней.

## Типові витримки синхронізації
Витримки синхронізації у різних фотокамер із фокальним затвором:
- Nikon D1, D40, D50, D70, Canon EOS-1D — 1/500 c;
- Canon EOS-1D Mark IV — 1/300 с;
- Pentax Z-5, Nikon FE2, Canon EOS 50D, Nikon D3 — 1/250 с;
- Canon EOS 5D Mark II, Nikon D600 — 1/200 с;
- Canon EOS 6D, Pentax K10D — 1/180 с;
- Pentax *ist D — 1/150 с;
- Nikon FM, Pentax K2 — 1/125 с;
- Pentax ME, Minolta XK — 1/100 с;
- Canon F-1, Canon EOS 300 — 1/90 с;
- Nikon F2 — 1/80 с;
- Pentax LX — 1/75 с;
- Nikon F, Pentax K1000, Друг[ru] — 1/60 с;
- Leica M7 — 1/50 c;
- Зенит-Е, Київ-88, Hasselblad 1600F — 1/30 с;
- Старт — 1/25 с;
- Leica IIIf — 1/20 с.